# Dora Curtis

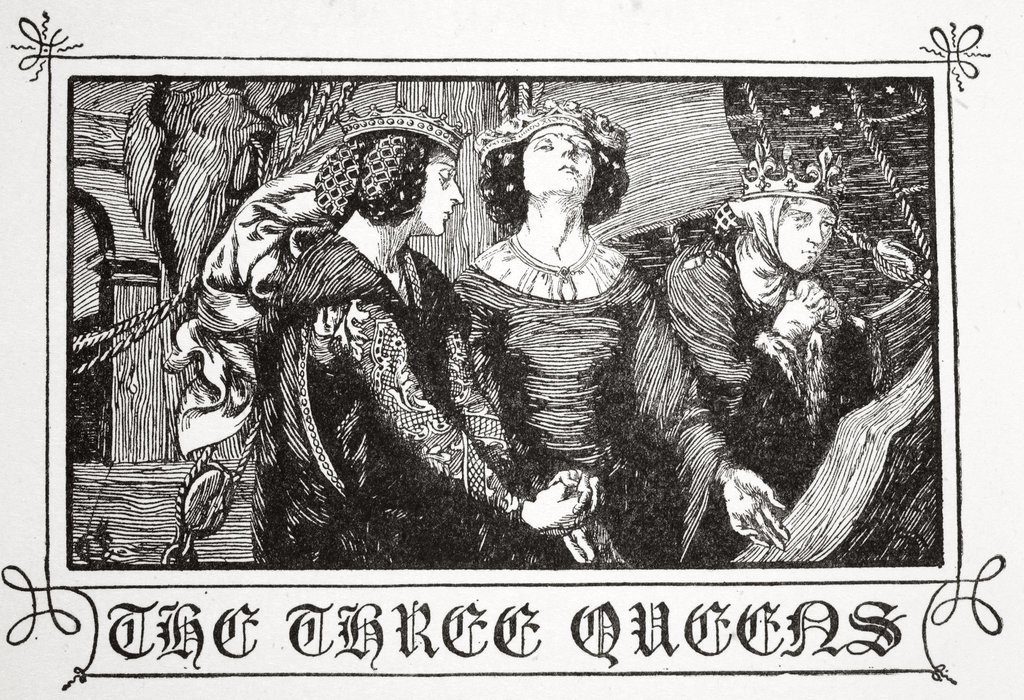
Trzy królowe

Dora Curtis (ur. w 1873, zm. 1920) – brytyjska fotografka i malarka.

## Życiorys
W 1914 wraz z antropolożką Marią Czaplicką (1886–1921), ornitolożką Maud Dorią Haviland (1889–1941) oraz studentem antropologii na London School of Economics Henrym Usherem Hallem (1876–1944) uczestniczyła w wyprawie na Syberię. Wzięła udział w podróży z Moskwy Koleją Transsyberyjską do Krasnojarska, a następnie w dół Jeniseju do Morza Karskiego. Przygotowała dokumentację fotograficzną i rysunkową wyprawy. Wykonała kilkadziesiąt zdjęć. W osadzie Golczycha, w której uczestniczki i uczestnik wyprawy spędzili dużo czasu, Curtis mierzyła i rysowała miejscowych. Towarzyszyli jej Czaplicka i Hall, podczas gdy Haviland przemierzała tundrę w poszukiwaniu ptaków. Miejscowi na Syberii nazywali Curtis piszącą kobietą, bo wszędzie chodziła z ołówkiem i szkicownikiem. Podczas wyprawy pełniła rolę kucharki, była duszą towarzystwa. Czaplicka uważała ją za bardzo pomocną. Gdy badaczka zachorowała, Curtis opiekowałą się nią. Aplikowała masaże, by zmniejszyć bóle, które dręczyły Czaplicką.
Pod koniec lata 1914, kiedy Curtis dowiedziała się o wybuchu I wojny światowej, wraz z Haviland zdecydowała się wrócić do Europy. Inne opracowania podają informację, że decyzję o powrocie Curtis do Wielkiej Brytanii podjęła Czaplicka.
Jej listy stanowią źródło informacji o wyprawie na Syberię oraz pracy Marii Czaplickiej.